# Nordenskiold River (Yukon River)
Der Nordenskiold River ist ein etwa 185 km langer linker Nebenfluss des Yukon River im kanadischen Yukon-Territorium. Der Fluss wurde von Frederick Schwatka, Leutnant der US Army, während seiner Yukon-Expedition im Jahr 1883 nach dem finnlandschwedischen Adligen und Polarforscher Adolf Erik Freiherr von Nordenskiöld benannt. In der Sprache Tutchone der lokalen Volksgruppe trägt der Fluss den Namen "Tsälnjik Chú".

## Flusslauf
Der Nordenskiold River hat seinen Ursprung in dem 910 m hoch gelegenen See Moraine Lake. Er durchfließt das Lewes-Plateau in den nördlichen Coast Mountains, die einen Teil der nördlichen Kordillere bilden. Er fließt anfangs in Richtung Nordnordost. Er durchquert die Hutshi Lakes und fließt anschließend ein kurzes Stück in Richtung Ostnordost, bevor er sich in Richtung Nordnordost wendet. Unterhalb der Einmündung des Klusha Creek fließt der Nordenskiold River in Richtung Nordnordwest. Auf diesem unteren Flussabschnitt verläuft der Klondike Highway (Yukon Highway 2) entlang dem rechten Flussufer. Der Nordenskiold River nimmt noch bei Flusskilometer 10,5 den Rowlinson Creek von links auf und mündet schließlich auf einer Höhe von etwa 519 m bei Carmacks in den Yukon River. Der Nordenskiold River entwässert ein Areal von ungefähr 6620 km². Er weist hauptsächlich ein mäandrierendes Verhalten mit zahlreichen engen Flussschlingen und Altarmen auf. Nur wenige Flussabschnitte des Nordenskiold River sind geradlinig. Das durchschnittliche Gefälle liegt bei 2,11 ‰. Auf seinem untersten Flussabschnitt unterhalb der Einmündung des Rowlinson Creek beträgt das Gefälle 4,64 ‰. Das Gebiet wurde geprägt von den sich zurückziehenden Gletschern am Ende der letzten Kaltzeit. Der Nordenskiold River fließt größtenteils durch eine sumpfige Landschaft. Es wachsen Seggen, Sumpfbinsen und Schachtelhalme sowie Weiden, Pappeln, Weiß-Fichten und vereinzelt Schwarz-Fichten.

## Hydrometrie
Der Abflusspegel 09AH004 (⊙) befindet sich unterhalb der Einmündung des Rowlinson Creek, etwa 10 km oberhalb der Mündung des Nordenskiold River in den Yukon River. Der mittlere Abfluss in den Jahren 1982–2021 betrug 15 m³/s. Das Einzugsgebiet am Abflusspegel beträgt 6410 km². Die höchsten mittleren monatlichen Abflüsse treten während der Schneeschmelze im Mai mit 43,3 m³/s auf, die niedrigsten im März mit 3,5 m³/s. Der höchste gemessene Tagesabfluss trat im Mai 1983 auf mit einem Wert von 244 m³/s.

## Flussfauna
Der Nordenskiold River und die ihn umgebenden Gewässer bilden den Lebensraum für brütende Enten, Schwäne und Gänse, die während ihrer Herbstwanderung dort Halt machen. Im Fluss laichen Lachse. 11 Fischarten wurden im Nordenskiold River nachgewiesen: Königslachs (Oncorhynchus tshawytscha), Ketalachs (Oncorhynchus keta), Amerikanischer Seesaibling (Salvelinus namaycush), Arktische Äsche (Thymallus arcticus), Prosopium cylindraceum, Heringsmaräne (Coregonus clupeaformis), die Saugkarpfen-Art Catostomus catostomus, Quappe (Lota lota), Hecht (Esox lucius), Arktisches Neunauge (Lethenteron camtschaticum) und die Groppen-Art Cottus cognatus.